# Thalgo Australian Women's Hardcourts 1999 - Qualificazioni singolare
Le qualificazioni del singolare  del Thalgo Australian Women's Hardcourts 1999 sono state un torneo di tennis preliminare per accedere alla fase finale della manifestazione. I vincitori dell'ultimo turno sono entrati di diritto nel tabellone principale. In caso di ritiro di uno o più giocatori aventi diritto a questi sono subentrati i lucky loser, ossia i giocatori che hanno perso nell'ultimo turno ma che avevano una classifica più alta rispetto agli altri partecipanti che avevano comunque perso nel turno finale.

## Giocatrici

### Teste di serie
1. Mariana Díaz Oliva (secondo turno)
2. Cristina Torrens Valero (secondo turno)
3. Brie Rippner (ultimo turno, Lucky Loser)
4. Sonya Jeyaseelan (primo turno)

1. Samantha Reeves (primo turno)
2. Rita Kuti-Kis (secondo turno)
3. Nana Miyagi (secondo turno)
4. Laurence Courtois (qualificata)

### Qualificate
1. Rachel McQuillan
2. Laurence Courtois

1. Inés Gorrochategui
2. Annabel Ellwood

#### Lucky Losers
1. Brie Rippner

## Tabellone qualificazioni

### Legenda
| - Q = Qualificato - WC = Wild card - LL = Lucky loser | - ALT = Alternate - SE = Special Exempt - PR = Protected Ranking | - w/o = Walkover - r = Ritirato - d = Squalificato |

### Sezione 1
|  | Primo turno      | Primo turno        | Primo turno        | Primo turno | Primo turno |  |  | Secondo turno    | Secondo turno      | Secondo turno      | Secondo turno    | Secondo turno    |   |   | Ultimo turno      | Ultimo turno      | Ultimo turno      | Ultimo turno | Ultimo turno |  |
|  |                  |                    |                    |             |             |  |  |                  |                    |                    |                  |                  |   |   |                   |                   |                   |              |              |  |
|  | 1                | Mariana Díaz Oliva | Mariana Díaz Oliva | 6           | 6           |  |  |                  |                    |                    |                  |                  |   |   |                   |                   |                   |              |              |  |
|  |                  | Rika Hiraki        | Rika Hiraki        | 4           | 4           |  |  | 1                | Mariana Díaz Oliva | Mariana Díaz Oliva | 2                | 0                |   |   |                   |                   |                   |              |              |  |
|  |                  | Patricia Wartusch  | 4                  | 6           | 6           |  |  |                  | Patricia Wartusch  | Patricia Wartusch  | 6                | 6                |   |   |                   |                   |                   |              |              |  |
|  | WC               | Evie Dominikovic   | 6                  | 3           | 1           |  |  |                  |                    |                    |                  |                  |   |   | Patricia Wartusch | Patricia Wartusch | Patricia Wartusch | 3            | 1            |  |
|  | Cindy Watson     | Cindy Watson       | Cindy Watson       | 5           | 3           |  |  |                  |                    | Rachel McQuillan   | Rachel McQuillan | Rachel McQuillan | 6 | 6 |                   |                   |                   |              |              |  |
|  | Rachel McQuillan | Rachel McQuillan   | Rachel McQuillan   | 7           | 6           |  |  | Rachel McQuillan | Rachel McQuillan   | Rachel McQuillan   | 6                | 6                |   |   |                   |                   |                   |              |              |  |
|  |                  | Aleksandra Olsza   | Aleksandra Olsza   | 6           | 6           |  |  | Aleksandra Olsza | Aleksandra Olsza   | Aleksandra Olsza   | 4                | 3                |   |   |                   |                   |                   |              |              |  |
|  | 5                | Samantha Reeves    | Samantha Reeves    | 4           | 2           |  |  |                  |                    |                    |                  |                  |   |   |                   |                   |                   |              |              |  |

### Sezione 2
|  | Primo turno      | Primo turno        | Primo turno        | Primo turno | Primo turno |  |  | Secondo turno      | Secondo turno      | Secondo turno      | Secondo turno     | Secondo turno     |   |   | Ultimo turno | Ultimo turno  | Ultimo turno  | Ultimo turno | Ultimo turno |  |
|  |                  |                    |                    |             |             |  |  |                    |                    |                    |                   |                   |   |   |              |               |               |              |              |  |
|  | 4                | Sonya Jeyaseelan   | Sonya Jeyaseelan   | 65          | 4           |  |  |                    |                    |                    |                   |                   |   |   |              |               |               |              |              |  |
|  |                  | Mashona Washington | Mashona Washington | 7           | 6           |  |  | Mashona Washington | Mashona Washington | Mashona Washington | 3                 | 3                 |   |   |              |               |               |              |              |  |
|  | Maureen Drake    | Maureen Drake      | Maureen Drake      | 6           | 6           |  |  | Maureen Drake      | Maureen Drake      | Maureen Drake      | 6                 | 6                 |   |   |              |               |               |              |              |  |
|  | Christina Singer | Christina Singer   | Christina Singer   | 3           | 1           |  |  |                    |                    |                    |                   |                   |   |   |              | Maureen Drake | Maureen Drake | 4            | 5            |  |
|  | Amanda Grahame   | Amanda Grahame     | 64                 | 7           | 4           |  |  |                    |                    | 8                  | Laurence Courtois | Laurence Courtois | 6 | 7 |              |               |               |              |              |  |
|  | Liezel Horn      | Liezel Horn        | 7                  | 5           | 6           |  |  |                    | Liezel Horn        | 6                  | 2                 | 3                 |   |   |              |               |               |              |              |  |
|  |                  | Janette Husárová   | Janette Husárová   | 3           | 3           |  |  | 8                  | Laurence Courtois  | 4                  | 6                 | 6                 |   |   |              |               |               |              |              |  |
|  | 8                | Laurence Courtois  | Laurence Courtois  | 6           | 6           |  |  |                    |                    |                    |                   |                   |   |   |              |               |               |              |              |  |

### Sezione 3
|  | Primo turno         | Primo turno           | Primo turno           | Primo turno | Primo turno |  |  | Secondo turno | Secondo turno       | Secondo turno       | Secondo turno | Secondo turno |   |   | Ultimo turno | Ultimo turno       | Ultimo turno | Ultimo turno | Ultimo turno |  |
|  |                     |                       |                       |             |             |  |  |               |                     |                     |               |               |   |   |              |                    |              |              |              |  |
|  | 6                   | Rita Kuti-Kis         | Rita Kuti-Kis         | 6           | 6           |  |  |               |                     |                     |               |               |   |   |              |                    |              |              |              |  |
|  | WC                  | Bryanne Stewart       | Bryanne Stewart       | 3           | 1           |  |  | 6             | Rita Kuti-Kis       | Rita Kuti-Kis       | 4             | 2             |   |   |              |                    |              |              |              |  |
|  | Trudi Musgrave      | Trudi Musgrave        | Trudi Musgrave        | 3           | 1           |  |  |               | Inés Gorrochategui  | Inés Gorrochategui  | 6             | 6             |   |   |              |                    |              |              |              |  |
|  | Inés Gorrochategui  | Inés Gorrochategui    | Inés Gorrochategui    | 6           | 6           |  |  |               |                     |                     |               |               |   |   |              | Inés Gorrochategui | 6            | 4            | 6            |  |
|  | Alexandra Stevenson | Alexandra Stevenson   | Alexandra Stevenson   | 6           | 6           |  |  |               |                     | 3                   | Brie Rippner  | 4             | 6 | 3 |              |                    |              |              |              |  |
|  | Erika de Lone       | Erika de Lone         | Erika de Lone         | 3           | 2           |  |  |               | Alexandra Stevenson | Alexandra Stevenson | 5             | 2             |   |   |              |                    |              |              |              |  |
|  |                     | Nirupama Vaidyanathan | Nirupama Vaidyanathan | 5           | 4           |  |  | 3             | Brie Rippner        | Brie Rippner        | 7             | 6             |   |   |              |                    |              |              |              |  |
|  | 3                   | Brie Rippner          | Brie Rippner          | 7           | 6           |  |  |               |                     |                     |               |               |   |   |              |                    |              |              |              |  |

### Sezione 4
|  | Primo turno       | Primo turno             | Primo turno             | Primo turno | Primo turno |  |  | Secondo turno | Secondo turno           | Secondo turno   | Secondo turno   | Secondo turno |   |   | Ultimo turno    | Ultimo turno    | Ultimo turno | Ultimo turno | Ultimo turno |  |
|  |                   |                         |                         |             |             |  |  |               |                         |                 |                 |               |   |   |                 |                 |              |              |              |  |
|  | 7                 | Nana Miyagi             | 4                       | 6           | 7           |  |  |               |                         |                 |                 |               |   |   |                 |                 |              |              |              |  |
|  | WC                | Lisa McShea             | 6                       | 3           | 64          |  |  | 7             | Nana Miyagi             | Nana Miyagi     | 3               | 4             |   |   |                 |                 |              |              |              |  |
|  | Laurence Andretto | Laurence Andretto       | Laurence Andretto       | 2           | 3           |  |  |               | Kerry-Anne Guse         | Kerry-Anne Guse | 6               | 6             |   |   |                 |                 |              |              |              |  |
|  | Kerry-Anne Guse   | Kerry-Anne Guse         | Kerry-Anne Guse         | 6           | 6           |  |  |               |                         |                 |                 |               |   |   | Kerry-Anne Guse | Kerry-Anne Guse | 6            | 3            | 0            |  |
|  | Annabel Ellwood   | Annabel Ellwood         | 6                       | 5           | 7           |  |  |               |                         | Annabel Ellwood | Annabel Ellwood | 1             | 6 | 6 |                 |                 |              |              |              |  |
|  | Francesca Lubiani | Francesca Lubiani       | 2                       | 7           | 5           |  |  |               | Annabel Ellwood         | 0               | 7               | 7             |   |   |                 |                 |              |              |              |  |
|  |                   | Catherine Barclay       | Catherine Barclay       | 1           | 63          |  |  | 2             | Cristina Torrens Valero | 6               | 62              | 5             |   |   |                 |                 |              |              |              |  |
|  | 2                 | Cristina Torrens Valero | Cristina Torrens Valero | 6           | 7           |  |  |               |                         |                 |                 |               |   |   |                 |                 |              |              |              |  |